# Разград (село)
 Тази статия е за село Разград.  За едноименния град вижте Разград.  
Ра̀зград е село в Северозападна България. То се намира в община Вълчедръм, област Монтана.

## География
Селото е разположено в западната част на Дунавската равнина. Релефът е предимно равнинен до хълмист, с надморска височина от 100 м. В близост до селото река Цибрица приема притока си Друшилница. На изток от селото се намира плодородно льосово плато. Климатът е умерено-континентален – снежна и студена зима и топло лято.
Отстои на 7 км северно от град Вълчедръм, на 51 км северно от град Монтана, на 80 км северно от Враца и на 159 км северно от столицата София. Редовен автобусен транспорт го свързва с Монтана, Лом и София.

## История
По време на османското владичество мигриращо българско население от град Разград се установява да живее непосредствено до съществуващото тогава с. Крумово. Така е основано с. Разград махала, което през 1955 г. е слято с Крумово и преименувано на с. Разград. Село Крумово е основано около 1764 година от преселници от град Ниш и неговата околност, които са дошли като наемни работници в чифлика на местния турски бей – Дервиш. Така е било и първоначалното наименование на селото: "Дервиш-ма'ла" . Преселението е пряка последица от близо 50-годишната поредица от Османо-австрийски военни конфликти, траещи от 1690 до 1739 година и разорили напълно богатата Нишка долина. Според родовата памет най-първите поселници са от фамилията Въловци,  дошли от село Цървена ябука,  Пиротско.
Нишлии били привлечени в пустата по това време необработваема степ с редица облекчения като право на жилище, двор, градина, притежание на определен брой едър и дребен добитък. Връзките със старата родина се запазват до сравнително късно време.  
В книгата си "История на града Лом и Ломска околия" първият български етнограф Димитър Маринов определя говора на Дервиш-ма'ла като пиротски, т.е.като част от преходните говори. Той е частично запазен и в 30-те години на XX век.

## Религии
- Източно православие.

## Обществени институции
В селото има:
- кметство
- два православни храма
- здравна служба
- Читалище „Никола Йонков Вапцаров"
- има телефонна централа
- интернет достъп
- кабелна телевизия
- покритие на всички мобилни оператори
- Най-близките учебни заведения са в град Вълчедръм
- Най-близката болница в град Лом

## Културни и природни забележителности
- Паметник на загиналите през Първата и Втората световна война.
- Разград има потенциал за развитие на селски, ловен, риболовен, културен и еко-туризъм.

Гостите на селото могат да посетят църквите „Св. Георги“ и „Св. Димитър“.
На 7 км в град Вълчедръм може да се види църквата „Света Параскева“ – построена през 1936 г. Представлява умалено копие на „Александър Невски“ в София.
През селото преминава река Цибрица, отлично място за риболов и отдих.

## Редовни събития
Съборът на селото се провежда всяка година в петък, събота и неделя на Спасов ден.
Провежда се оброк в местността „Ралчин дол“ всяка година на празника на Свети Илия (2 август).

## Други
Населението наброява около 100 души.

## Кухня
- Пържен боб
- Пълнени чушки
- Картофи на тавичка.